# Willi Siber

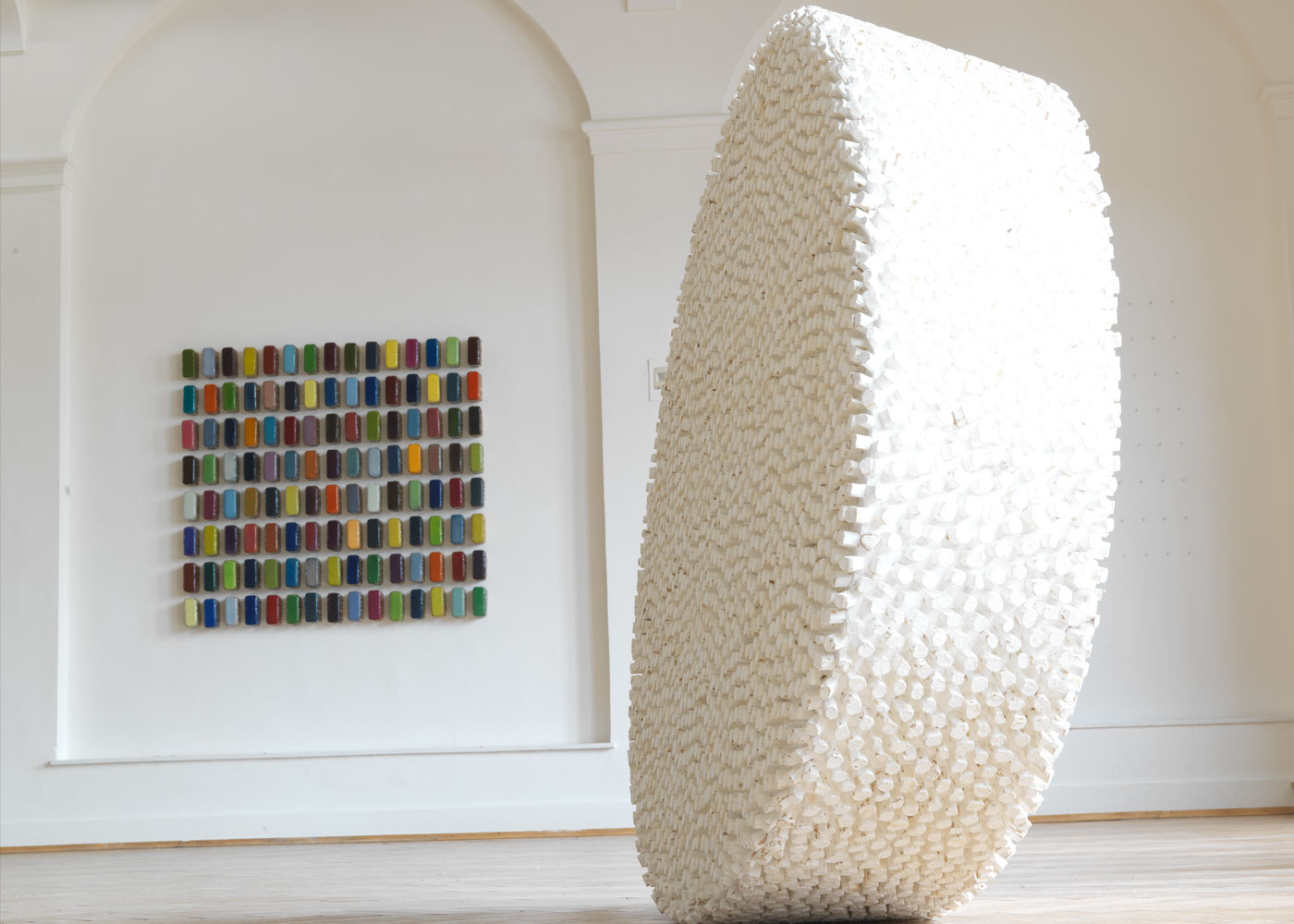
Holzskulptur von Willi Siber, Städtische Galerie Ravensburg (2009)

Willi Siber (* 15. Oktober 1949 in Eberhardzell) ist ein deutscher Maler und Bildhauer.

## Leben
Aufgewachsen in Oberschwaben studierte Willi Siber von 1970 bis zum Staatsexamen 1974 Kunstwissenschaften an der Universität Stuttgart. Zeitgleich besuchte er die Staatliche Akademie der Bildenden Künste Stuttgart. Dieses Studium schloss er 1976 als Meisterschüler in der Fachklasse für Bildhauerei von Herbert Baumann mit dem Staatsexamen ab. Seine Ateliers in Reutlingen und Dietenwengen bezog Willi Siber in den 1970er Jahren.
Seit 1990 stellt Willi Siber weltweit in Galerien, Museen und Kunstvereinen aus. Durch seine Galerien wird er regelmäßig auf den internationalen Kunstmessen repräsentiert.
Willi Sibers künstlerisches Werk wird ergänzt durch Kunst-am-Bau-Projekte.
Als freischaffender Künstler ist Willi Siber Mitglied im Deutschen Künstlerbund, im Künstlerbund Baden-Württemberg und bei XYLON, der Internationalen Vereinigung der Holzschneider.
2021 wurde Siber die Staufermedaille des Landes Baden-Württemberg verliehen. Nominiert wurde er vom Ulmer Stadtrat Martin Rivoir.
Siber ist verheiratet mit der Kunsthistorikerin und Museumsleiterin Stefanie Dathe, die von 2008 bis 2016 das Museum Villa Rot leitete, dessen Neubau der Künstler durch eine Zustiftung ermöglichte. Er ist zudem Vorstand der gemeinnützigen Hoenes-Stiftung, Trägerin des Museums Villa Rot in Burgrieden-Rot.

## Künstlerisches Schaffen
Willi Sibers Kunst wirkt fern und nah, präsent und immateriell zugleich. Die Auseinandersetzung mit den Grundlagen sinnlicher Wahrnehmung, optischer und haptischer Anschauung, mit dem Erleben von Form, Oberfläche, Materie und Raum bildet die Basis in seinem gesamten künstlerischen Schaffen. In welchem Medium er sich auch ausdrückt, in seiner Malerei, seinen Holzskulpturen, Wand- und Bodenobjekten, immer führt er bildnerische Ordnungsprinzipien verschiedenster Art ins Feld – und widmet sich zugleich deren Demontage.

## Werk

### Ausstellungen (Auswahl)
- 2022: Farbträume, Galerie Art Affair, Regensburg
- 2020: Sekundenglück, Venet-Haus Galerie, Neu-Ulm
- 2018: formvollendet, Galerie Art Affair, Regensburg
- 2016: Neue Arbeiten, Galerie Art Affair, Regensburg
- 2011: seit morgen, Städtische Galerie Fähre, Bad Saulgau
- 2009: augen weiden, Städt. Galerie Ravensburg
- 2009: wand und boden, Kunstverein Konstanz
- 2008: Objekte und Skulpturen, Kunstverein Reutlingen
- 2006: werksbesichtigung, Villa Merkel, Esslingen
- 2003: bodenlos, Städt. Galerie Tuttlingen
- 2001: raumnahrung, Städt. Galerie im Prediger, Schwäbisch Gmünd
- 2000: unbedingt dinglos, Kunstverein Würzburg
- 1998: exakte Phantasie, Städt. Kunstmuseum Singen
- 1996: exakte Phantasie, Städt. Kunstmuseum Spendhaus Reutlingen

### Galerien
- AC Claus-Dieter Tholen, Herford
- Anderwereld, Groningen
- art house, Bregenz/Dornbirn
- Art Felchlin, Schwyz und Zürich
- Benden & Ackermann, Köln/Düsseldorf
- BMB, Amsterdam
- Braunbehrens, München
- Caldwell-Snyder, New York/San Francisco
- Conny Dietzschold, Sydney
- Grashey, Konstanz
- Harthan, Stuttgart
- Hrobsky, Wien
- Kondeyne, Berlin
- Renggli, Zug
- Schloss Mochental, Ehingen/Donau
- Wohlhüter, Leibertingen-Thalheim
- Karin Weber, Hong Kong
- Galerie Art Affair, Regensburg

### Kataloge
Begleitend zu seinen Ausstellungen sind folgende Katalogbücher erschienen:
seit morgen (2011), morgen war (2011), augenweiden (2009), real (2008), werksbesichtigung (2006), farbe fassen (2003), holz bewegen (2002), nie nebenbei (1999), exakte phantasie (1997), Ordnung und Auflösung (1993)

### Fotogalerie

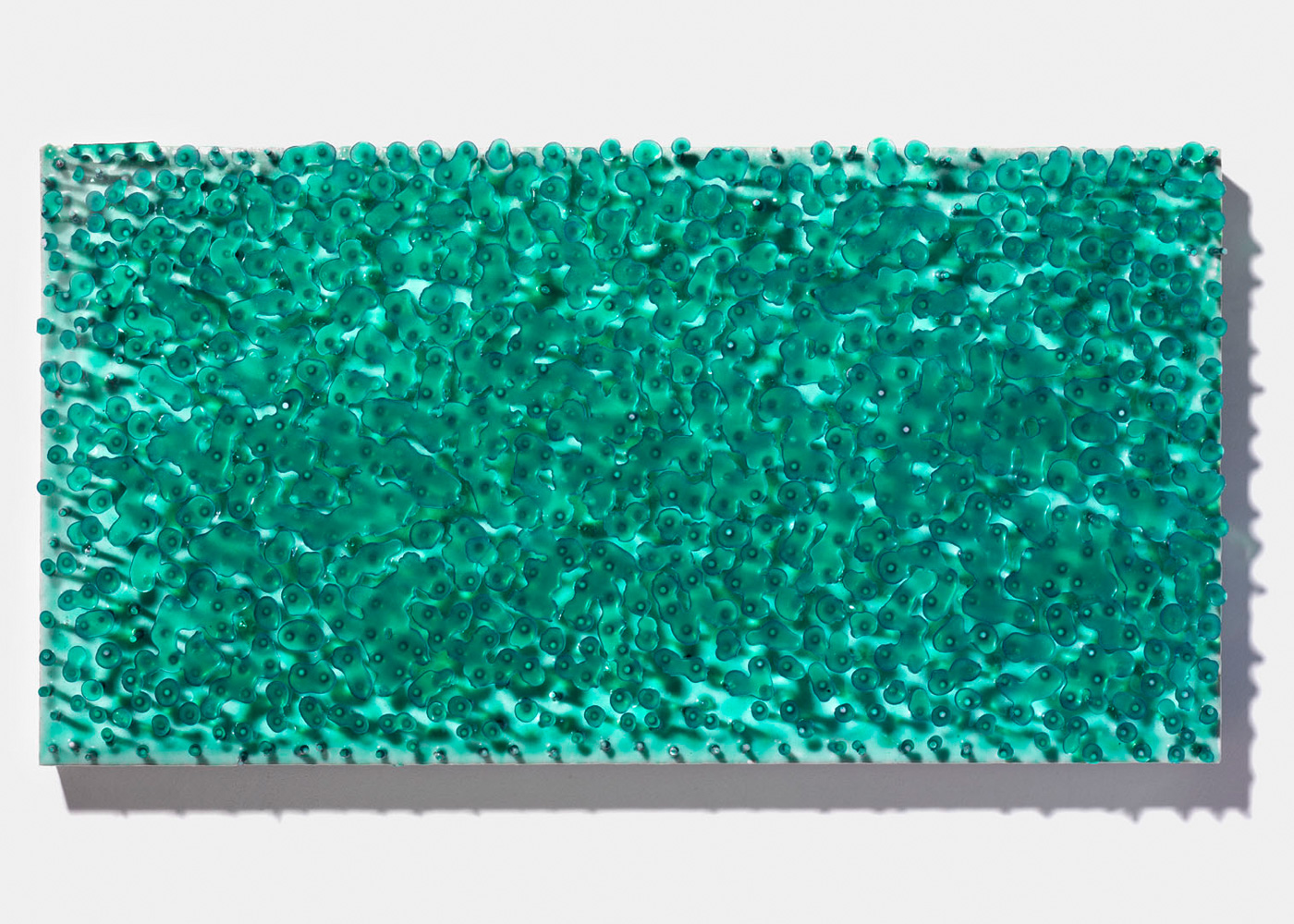
Bild
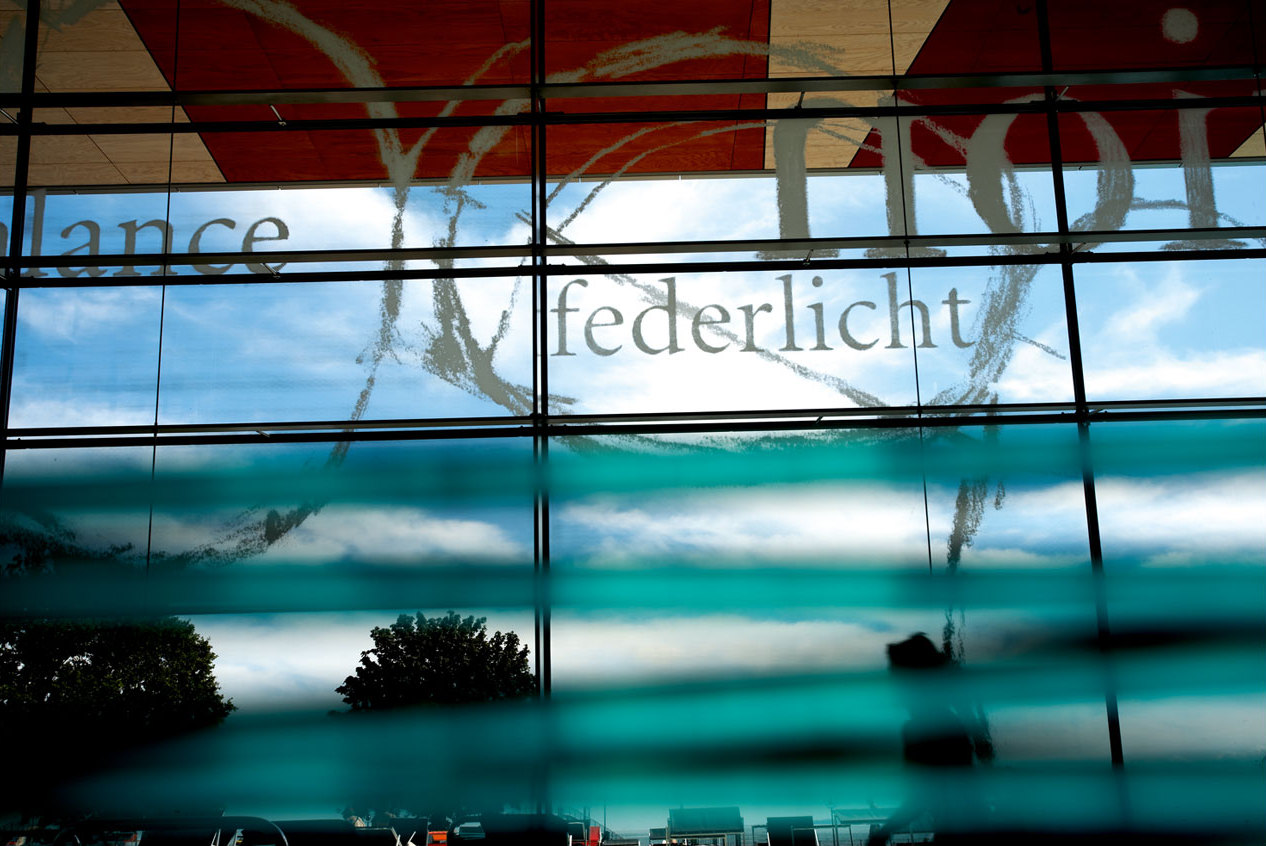
Kunst und Architektur (Bodensee-Therme, Konstanz)
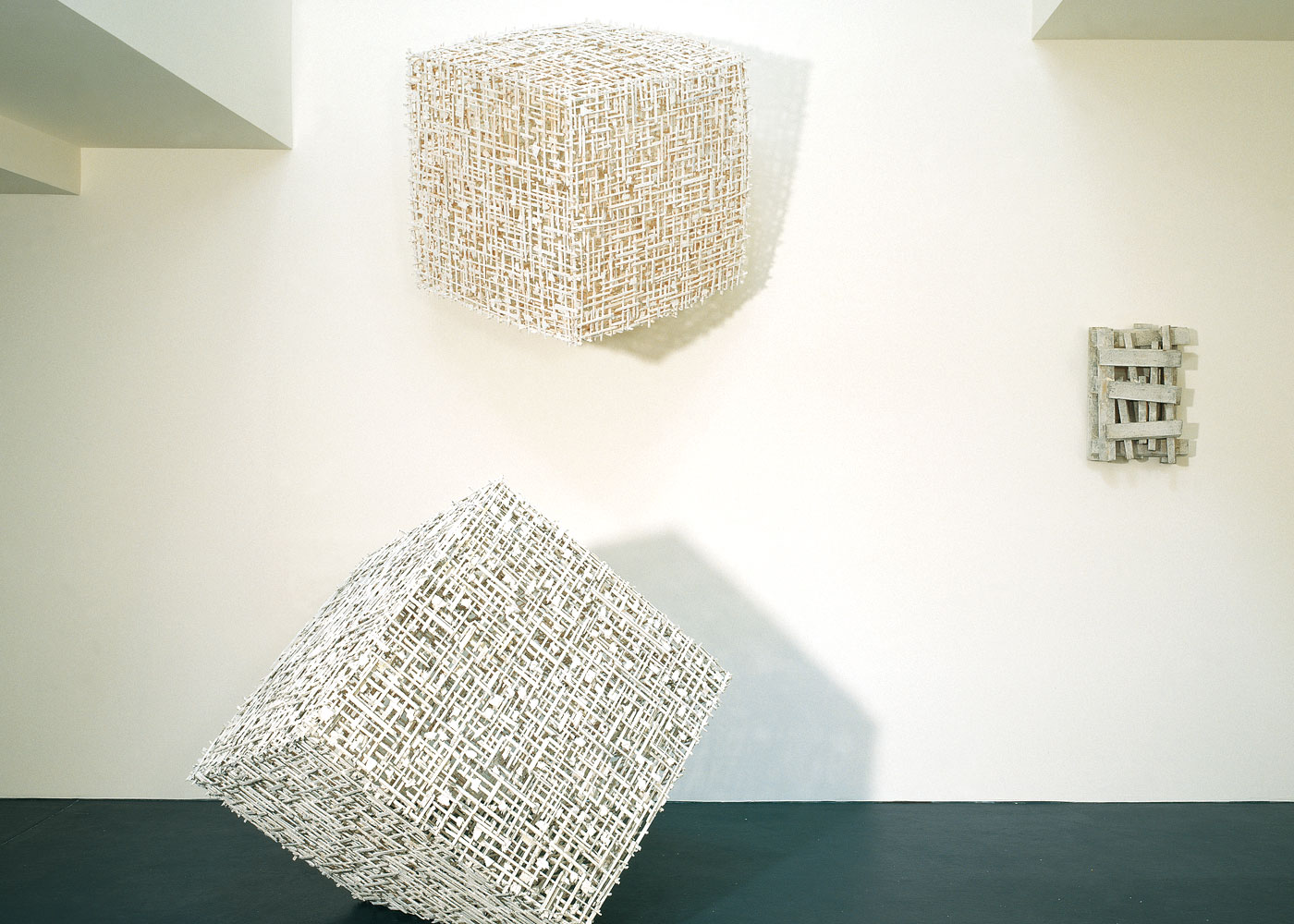
Räume
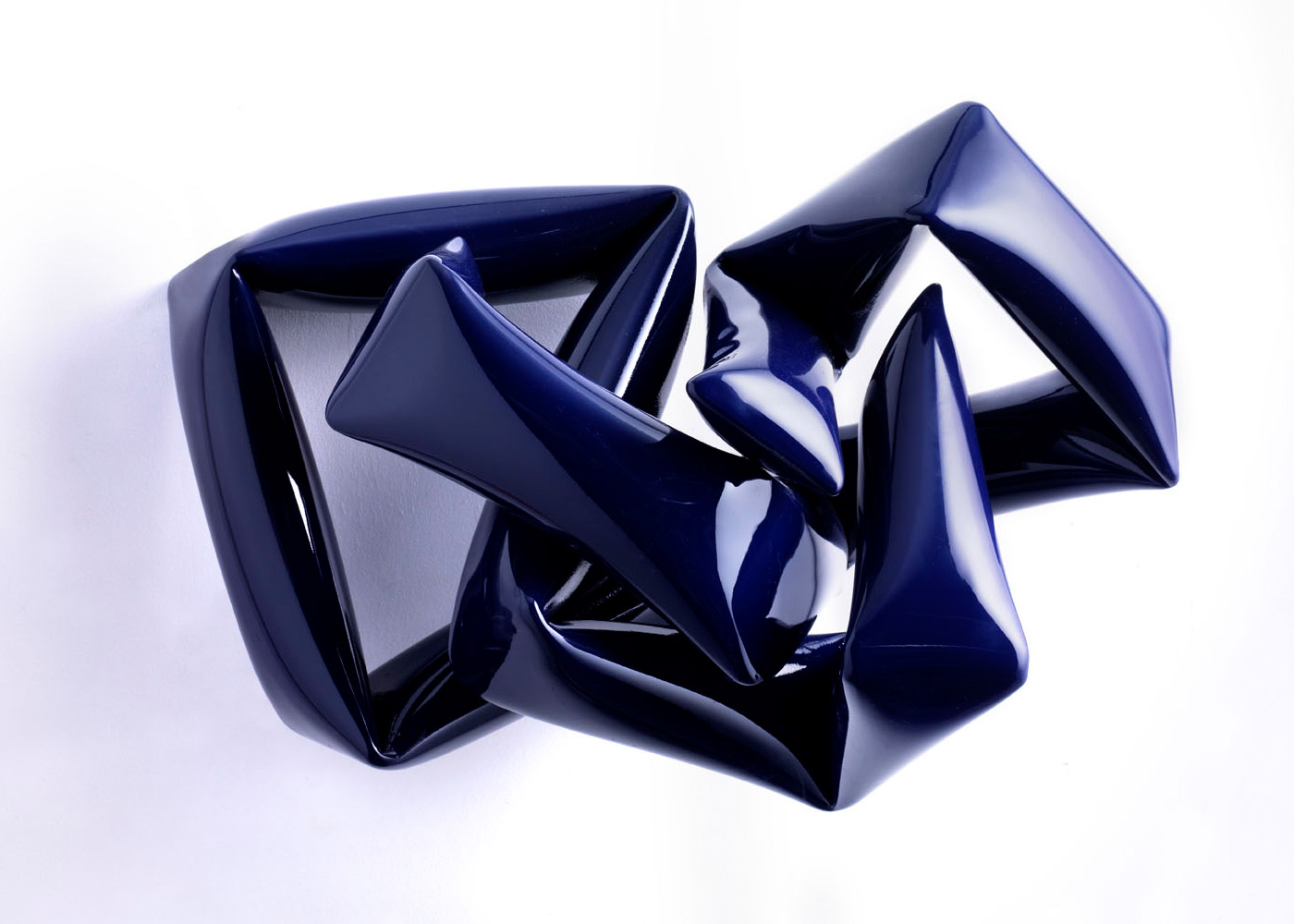
Objekt